# Keysher Fuller
Keysher Fuller Spence (Puerto Limón, 12 juli 1994) is een Costa Ricaans profvoetballer die doorgaans speelt als rechtsback. Hij speelt in eigen land voor Club Sport Herediano.
Hij debuteerde in 2019 voor de nationale ploeg van Costa Rica. In november 2022 werd Fuller opgenomen in de Costa Ricaanse ploeg voor het WK in Qatar. In Costa Rica's tweede groepswedstrijd op 27 november scoorde hij het enige doelpunt van de wedstrijd in een 1-0 overwinning op Japan.
1 Navas ·
2 Chacón ·
3 Vargas ·
4 Fuller ·
5 Borges ·
6 Duarte ·
7 Contreras ·
8 Oviedo ·
9 Bennette ·
10 Ruiz  ·
11 Venegas ·
12 Campbell ·
13 Torres ·
14 Salas ·
15 Calvo ·
16 Martínez ·
17 Tejeda ·
18 Esteban ·
19 Waston ·
20 Aguilera ·
21 López ·
22 Matarrita ·
23 Sequeira ·
24 Wilson ·
25 Hernández ·
26 Zamora ·
Coach: Suárez